# یمانبرهان کریپا
یمانبرهان کریپا (انگلیسی: Yemaneberhan Crippa؛ زادهٔ ۱۵ اکتبر ۱۹۹۶) دونده دو استقامت اتیوپی‌تبار اهل ایتالیا است.